# Regelbarer Ortsnetztransformator
Ein regelbarer Ortsnetztransformator (RONT) ist ein spezieller Leistungstransformator, untergebracht in einer Transformatorenstation, der die elektrische Spannung aus dem Mittelspannungsnetz auf die im Niederspannungsnetz (Ortsnetz) verwendete niedrigere Spannung (in Europa meist 230/400 Volt) transformiert. Im Vergleich zu herkömmlichen, nicht regelbaren Transformatoren in Transformatorstationen kann er das Übersetzungsverhältnis im Betrieb ändern und so beispielsweise eine verstärkte Einspeisung von Solarstrom ermöglichen, ohne dass die Netzspannung dadurch unzulässig ansteigt oder abfällt.

## Grundsätzliches

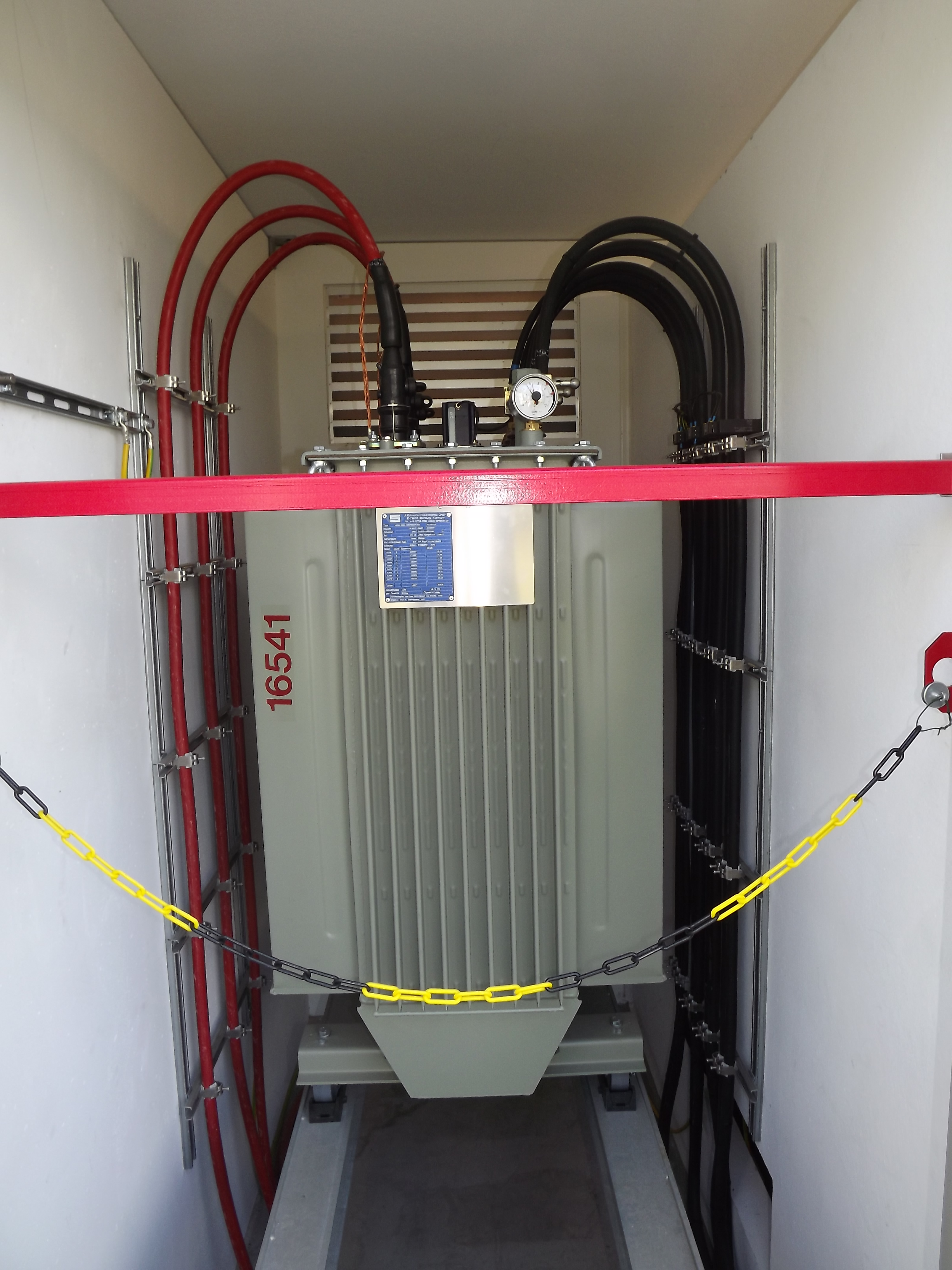
Regelbarer Ortsnetztrafo

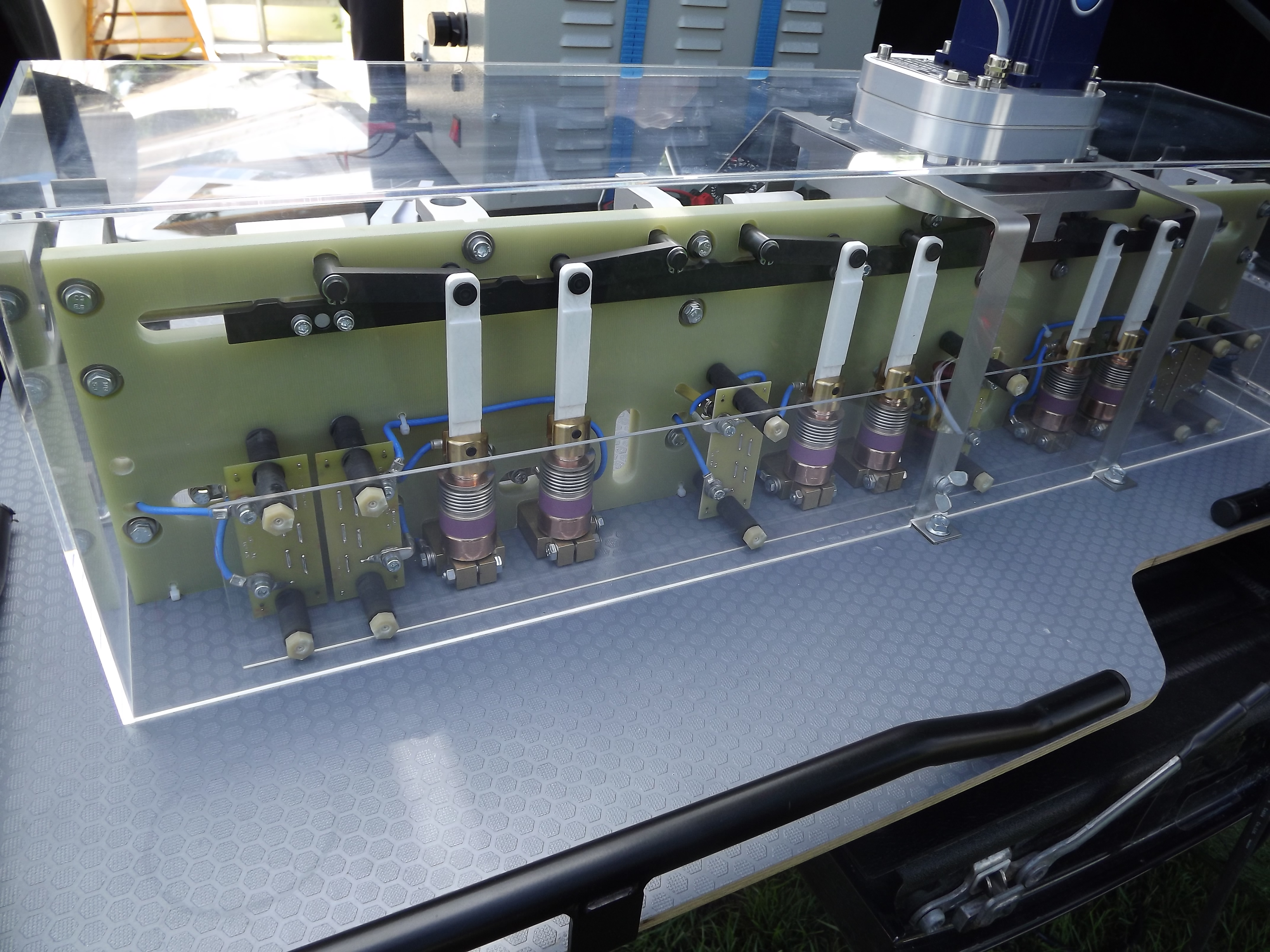
Schaltergruppe eines regelbaren Ortsnetztrafos

Der Netzbetrieb bei ungleichmäßiger Nachfrage und Erzeugung und verschiedenartige Lastflüsse im Transportnetz verursachen Spannungsschwankungen. Um Schwankungen auszugleichen, sind größere Leistungstransformatoren, die aus der 110-kV-Verteilnetzebene in untergeordneten Umspannwerken die mit 10–20 kV betriebene Mittelspannungsebene speisen, im Regelfall mit Laststufenschaltern ausgerüstet. Auf diese Weise kann auch bei schwankender Spannung im Hochspannungsnetz eine annähernd konstante Spannung an die Endverbraucheranschlüsse geliefert werden.

## Zulässige Spannungsschwankungen
Bei der Errichtung der bestehenden Energieverteilungsnetze wurde von einer fast ausschließlichen Energieerzeugung in zentralen Kraftwerken ausgegangen. Die dezentrale Einspeisung von Strom in das Niederspannungsnetz spielte praktisch keine Rolle. Mit dem zunehmenden Ausbau der erneuerbaren Energien im Rahmen der Energiewende wird aber immer mehr elektrische Leistung direkt ins Niederspannungsnetz eingespeist, beispielsweise aus Photovoltaik- oder Biogasanlagen. Dies kann, wenn keine Gegenmaßnahmen ergriffen werden, zu unzulässig hohen Netzspannungen beim Verbraucher führen, da zur Einspeisung die Momentanwerte der Spannung höher sein müssen als vom Stromnetz bezogen.
Die DIN EN 50160 erlaubt eine verbraucherseitige Spannungsschwankung von ±10 % der Nennspannung. Bei einphasigen Anschlüssen im Haushalt beträgt der zulässige Spannungsbereich also 207–253 V, bei Dreiphasenwechselstrom 360–440 V.
Da aber übliche Ortstransformatorstationen ein fest eingestelltes Übersetzungsverhältnis vom Mittelspannungsnetz in das Niederspannungsnetz aufweisen, muss im Toleranzbereich ein Anteil an der maximal zulässigen Schwankungsbreite „reserviert“ werden, z. B. für die Einspeisung elektrischer Energie in das Mittelspannungsnetz. Damit darf sich laut aktueller FNN-Anwendungsregel „Erzeugungsanlagen am Niederspannungsnetz“ (VDE-AR-N 4105) durch die niederspannungsseitige Einspeisung die Spannung in der Praxis nur um maximal 3 % erhöhen. Umgekehrt darf der im Niederspannungsnetz entstehende Spannungsabfall auch bei starker Stromnachfrage maximal 5 % betragen, da ein Anteil an den zulässigen 10 % beispielsweise auch für das Mittelspannungsnetz vorgehalten werden muss. Dabei ist immer vom Worst Case auszugehen – man nimmt also an, dass der Spannungsabfall nicht von mittel- oder niederspannungsseitiger Einspeisung kompensiert wird und umgekehrt.
Wurden die genannten Schwankungsbreiten überschritten, beispielsweise wenn sehr viel elektrische Leistung aus Photovoltaikanlagen eingespeist wurde, so waren die Betreiber herkömmlicher Verteilungsnetze bisher zu teuren Netzausbaumaßnahmen gezwungen.

## Wirkungsweise
Ein regelbarer Ortsnetztransformator entkoppelt die Spannung im Niederspannungsnetz von derjenigen im Mittelspannungsnetz durch ein im Betrieb veränderbares Übersetzungsverhältnis. Er stellt niederspannungsseitig immer eine konstante Spannung zur Verfügung, unabhängig von den Schwankungen im Mittelspannungsnetz. Bei einer angenommenen Hysterese von 4 % und einem maximal zulässigen Spannungsabfall im Niederspannungsnetz von unverändert 5 % darf die niederspannungsseitig eingespeiste Leistung somit eine Spannungserhöhung von bis zu 11 % verursachen (bezogen auf die Nennspannung von 230/400 V), da jetzt die gesamten 20 % Schwankungsbreite (±10 %) ausgenutzt werden können. Somit kann in vielen Fällen auf eine teure Neuverlegung von Niederspannungsleitungen verzichtet werden. Nachteilig sind die höheren Kosten für den regelbaren Ortsnetztransformator selbst, im Vergleich zu herkömmlichen Ortsnetztransformatoren mit fix eingestelltem Übersetzungsverhältnis.

## Technischer Aufbau
Ein regelbarer Ortsnetztransformator besteht aus dem eigentlichen Transformator, einer Einrichtung zur Messung der Spannung im Mittelspannungs- und Niederspannungsnetz und einem Laststufenschalter. Damit ähnelt er in der grundsätzlichen Funktionsweise einem herkömmlichen Leistungstransformator, wie er in jedem Umspannwerk zu finden ist. Aufgrund der deutlich geringeren Spannungen sind die Abmessungen aber deutlich kleiner, so dass ein RONT meist in die bereits vorhandenen Transformatorenstationen eingebaut werden kann. Die Laststufenschalter sind auf der Mittelspannungsseite installiert und meist als Vakuumschalter ausgeführt. Gegenüber Ölschaltern haben Vakuumschalter den Vorteil geringeren Wartungsaufwandes. Die Messpunkte für die Spannungsmessung können nicht nur direkt am RONT, sondern auch an besonders neuralgischen Punkten innerhalb des versorgten Niederspannungsnetzes installiert werden.